# Tour der schottischen Rugby-Union-Nationalmannschaft nach Australien 1970
| Tour der Schotten nach Australien 1970 | Tour der Schotten nach Australien 1970 | Tour der Schotten nach Australien 1970 | Tour der Schotten nach Australien 1970 | Tour der Schotten nach Australien 1970 |
| Übersicht                              | S                                      | G                                      | U                                      | N                                      |
| -------------------------------------- | -------------------------------------- | -------------------------------------- | -------------------------------------- | -------------------------------------- |
| Test Matches                           | 1                                      | 0                                      | 0                                      | 1                                      |
| Sonstige Spiele                        | 5                                      | 3                                      | 0                                      | 2                                      |
| Gesamt                                 | 6                                      | 3                                      | 0                                      | 3                                      |
|                                        |                                        |                                        |                                        |                                        |
| Australien                             | 1                                      | 0                                      | 0                                      | 1                                      |

Die Tour der schottischen Rugby-Union-Nationalmannschaft nach Australien 1970 umfasste eine Reihe von Freundschaftsspielen der schottischen Rugby-Union-Nationalmannschaft. Sie reiste im Mai und Juni 1970 durch Australien, wobei sie während dieser Zeit sechs Spiele bestritt. Darunter war ein Test Match gegen die australische Nationalmannschaft, das mit einer Niederlage endete. Hinzu kamen fünf weitere Spiele gegen regionale Auswahlteams, bei denen drei Siege und zwei Niederlagen resultierten.

## Spielplan
- Hintergrundfarbe grün = Sieg
- Hintergrundfarbe rot = Niederlage

(Test Matches sind grau unterlegt; Ergebnisse aus der Sicht Schottlands)
| # | Datum         | Gegner                   | Ort       | Stadion               | Ergebnis |
| - | ------------- | ------------------------ | --------- | --------------------- | -------- |
| 1 | 20. Mai 1970  | Victorian Rugby Union    | Melbourne |                       | 34:0     |
| 2 | 23. Mai 1970  | New South Wales Waratahs | Sydney    | Sydney Cricket Ground | 14:28    |
| 3 | 27. Mai 1970  | New South Wales Country  |           |                       | 18:15    |
| 4 | 30. Mai 1970  | Queensland Reds          | Brisbane  | Ballymore Stadium     | 13:16    |
| 5 | 03. Juni 1970 | Sydney Rugby Union       | Sydney    | Sydney Sports Ground  | 27:12    |
| 6 | 06. Juni 1970 | Australien               | Sydney    | Sydney Cricket Ground | 3:23     |

## Test Match
| 6. Juni 1970 | Australien                                                                                | 23 : 3        | Schottland          | Sydney Cricket Ground, Sydney Zuschauer: 26.930 Schiedsrichter: Roger Vanderfield (Australien) |
| 6. Juni 1970 | Versuche: Batterham (2) Cole (2) Hipwell Rosenblum Erhöhungen: McGill Straftritte: McGill | (8:3) Bericht | Straftritte: Lauder | Sydney Cricket Ground, Sydney Zuschauer: 26.930 Schiedsrichter: Roger Vanderfield (Australien) |

Aufstellungen:
- Australien: Roderick Batterham, Owen Butler, John Cole, Greg Davis , John Hipwell, Jake Howard, Peter Johnson, Steve Knight, Barry McDonald, Arthur McGill, Hugh Rose, Rupert Rosenblum, Jim Roxburgh, Geoffrey Shaw, Alan Skinner
- Schottland: Rodger Arneil, Alastair Biggar, Gordon Brown, Sandy Carmichael, John Frame, Frank Laidlaw , Wilson Lauder, Duncan Paterson, Ken Oliver, Chris Rea, Ian Robertson, Mike Smith, Peter Stagg, Norman Suddon, Jock Turner